# Скандинавское шоссе
Скандина́вское шоссе — шоссе в Курортном районе Санкт-Петербурга. Проходит от Выборгского направления железной дороги (фактически — от Зеленогорского шоссе) до границы города, проходящей по реке Сестре.
Далее продолжается как федеральная автодорога А181 «Скандинавия» через Выборг до МАПП «Торфяновка» на государственной границе с Финляндией.

## История
Этот участок был последней выездной автодорогой в Санкт-Петербурге, не имевшей официального названия. Автодорога на территории Санкт-Петербурга имела два названия — Приморское шоссе (от Лахты до Зеленогорского шоссе) и Зеленогорское шоссе (от Приморского шоссе до поворота на Зеленогорск).
В декабре 2013 года Топонимическая комиссия Санкт-Петербурга приняла решение присвоить участку от Зеленогорского шоссе до границы с Ленинградской областью название Скандинавское шоссе. В протоколе заседания говорится: «Магистраль представляет собой часть федеральной трассы „Скандинавия“». 12 августа 2014 года название было утверждено.
Скандинавское шоссе фактически  начинается от крупной развязки, от которой берег начало Западный скоростной диаметр. Причем юридически фрагмент автодороги (она представлена путепроводом) от Зеленогорского шоссе до железной дороги названия не имеет, поскольку в постановлении правительства Санкт-Петербурга начало Скандинавского шоссе обозначено не «от Зеленогорского шоссе», а «от Финляндской железнодорожной линии».
Застройки вдоль Скандинавского шоссе нет и не планируется. Вдоль обеих сторон магистрали лес.
По Скандинавскому шоссе проходит граница между поселками Солнечное и Белоостров.